# Synagoge (Dertingen)
Die ehemalige Synagoge in Dertingen, einem Stadtteil von Wertheim im Main-Tauber-Kreis, wurde um 1814 errichtet und bestand bis 1925.

## Geschichte
Im Jahre 1814 wurde die ehemalige Dertinger Synagoge errichtet. Dort war sie bis zum Jahre 1925 in Gebrauch. Akten zu der Baugeschichte sind nicht mehr aufzufinden. Weil sich die Zahl der jüdischen Mitbürger in Dertingen auf dem Abschwung befand, wurde die Synagoge geschlossen und 1926 von der Gemeinde erworben. Anschließend wurde die Synagoge zu einer Schule für landwirtschaftliche Vorbildungen für Jungen und einer Kochschule für Mädchen umgewandelt. Seit 1942 diente das Gebäude jedoch als Altersheim des Landkreises Tauberbischofsheim, bis es 1945 zum Wohnhaus umfunktioniert wurde, welches bis heute vorhanden ist. Zeitweise war dort auch die Postvermittlung des Ortes im Erdgeschoss zu finden.

## Lage
Die Synagoge lag in der Oberen Straße 23 in Dertingen, mit damaligem Anschluss an ein Schlachthaus und einem rituellen Bad. Beides ist jedoch heute nicht mehr vorhanden und wird derzeit als Parkplatz genutzt.